# آچانگ
آچانگ (به چینی: 阿昌族) یکی از گروه‌های قومی جمهوری خلق چین هستند. نام‌های دیگر بکاررفته برای این قوم نگاچانگ (Ngac'ang) و ماینگتها (Maingtha) است.
تمرکز محل سکونت این قوم بیشتر در استان یون‌نان چین است ولی گروهی کوچک از آچانگ‌ها در کشور میانمار هم زندگی می‌کنند.
مذهب ایشان بوداگرایی شاخه هینه‌یانه، دائوگرایی و آمیزه‌ای از جان‌گرایی و نیاپرستی است.
شمار ایشان ۲۷٬۷۰۰ نفر است که ۲۷٬۶۰۰ ایشان در استان یونان بویژه در شهرستان دهونگ سکونت دارند.
زبان ایشان زبان آچانگ است که گاه الفبای چینی برای نوشتن آن بکار می‌رود.